# Olkiluoto
Olkiluoto est une île continentale située près de la côte de la mer de Botnie, sur la commune d'Eurajoki (ouest de la Finlande).
L'île est surtout connue pour sa centrale nucléaire et son site de stockage souterrain des déchets radioactifs.

## Géographie
L'île mesure environ 6 kilomètres de longueur sur 2,5 kilomètres de largeur pour une superficie d'environ 10 km2.

## Centrale nucléaire

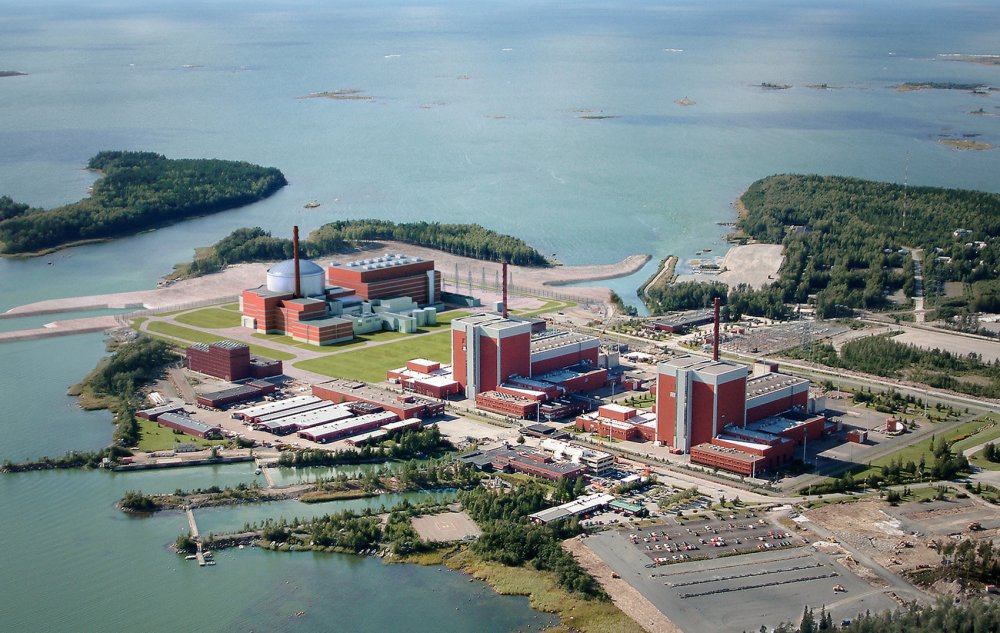
Vue aérienne de la centrale nucléaire d'Olkiluoto avec les deux réacteurs nucléaires en service et le projet de réacteur EPR à gauche en image de synthèse.

Trois réacteurs nucléaires y sont en service, dont le plus récent est un réacteur pressurisé européen (EPR) qui devait entrer en service en 2009, mais n'a finalement commencé à fonctionner qu'en décembre 2021, la production d'électricité sur le réseau public à faible puissance (103 MW) commençant le 12 mars 2022, la production à pleine puissance (1 600 MW) ayant lieu en octobre 2022 et la mise en service commerciale en décembre 2022. À lui seul, ce nouveau réacteur fournit  environ 14 % de la consommation électrique du pays ; c'est « un apport important à la production d'électricité propre de la Finlande ».